# Brontosaurus
Brontosaurus ("åsködla") är ett släkte av mycket stora diplodocida dinosaurier som levde för 154–140 miljoner år sedan under yngre delen av juraperioden i det som i dag är Nordamerika. 
Brontosaurus är nära släkt med den större Apatosaurus, som mellan 1903 och 2015 ansågs tillhöra samma släkte som Brontosaurus. I dag anses emellertid Brontosaurus vara ett eget släkte. Brontosaurus delas in i underarterna B. excelsus, B. parvus och B. yahnahpin.

## Brontosaurus excelsus
Typarten Brontosaurus excelsus var ett av de största landlevande djur som någonsin funnits, med runt 4,5 meter upp till höften, en längd på upp till 21 meter och en vikt på runt 30–40 ton.

### Kroppsbyggnad
Brontosaurus excelsus hade som andra diplodocider en lång hals samt en mycket lång svans som säkert fungerade utmärkt som piska för att skrämma bort angripare. Djuret kunde troligen också ställa sig på bakbenen för att på så vis beta högt upp i träden. Ryggkotorna och benen i extremiteterna (främst frambenen) var större och tyngre än de motsvarande benen hos Diplodocus, vilket tyder på att B. excelsus var mycket robustare än detta djur. Svansen hölls ovanför marken då den rörde på sig. Precis som många andra sauropoder hade B. excelsus bara en enda stor klo på var hand.

#### Fynd
B. excelsus har hittats i Morrison-formationen i Colorado, Oklahoma och Wyoming, USA. Fynden består av sex ej fullständiga skelett utan fullständigt kranium. Dock har man hittat över hundra fragment av huvudet.

#### Etymologi
Artnamnet kommer från latinets excellere eller excelsum, som betyder "nobel" och "upphöjd".

### Apatosaurus excelsus/Brontosaurus excelsus

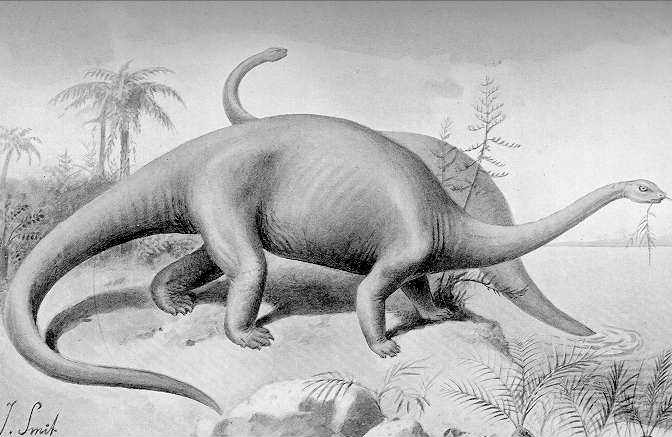
Förlegad illustration av ett par uppsvullna brontosaurier. Utförd av Joseph Smit (1836-1929) för Nebula to Man 1905, England.

Innan forskare år 2015  återigen började att klassa Brontosaurus som ett eget släkte ansågs dinosaurien tillhöra släktet Apatosaurus.
Under år 1877 publicerade Othniel Charles Marsh anteckningar om sitt nya fynd av Apatosaurus ajax. Han följde upp detta med en beskrivning år 1879 av ett andra, mer komplett exemplar av en dinosaurie.

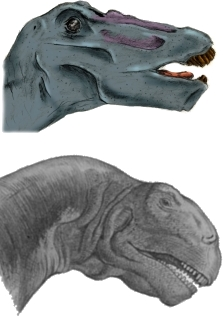
Jämförelse mellan en apatosauries och en camarasauries huvuden.

Han spekulerade i att det senare exemplaret representerade ett helt nytt släkte och döpte detta till Brontosaurus excelsus. År 1903 fann man att Brontosaurus excelsus faktiskt var en fullvuxen Apatosaurus och att namnet "Apatosaurus" hade publicerats först. Därmed bedömde man att släktet borde ha det sistnämnda namnet. Den berömda Brontosaurus degraderades till en synonym, även om den är mer känd än släktets officiella namn.
Under 1970-talet kom man fram till att den traditionella "Brontosaurus"-bilden faktiskt var en Apatosaurus excelsus med en camarasauries huvud som felaktigt placerats på dess kropp, eftersom man funnit det i närheten av skelettet.